# Stichting der Islamitische gemeenten in Suriname
Stichting der Islamitische gemeenten in Suriname (SIS), opgericht in 1971, is een Surinaamse koepelorganisatie die de belangen behartigt van islamitische instellingen van overwegend orthodox Javaanse moslims ("Oostbidders").
Bij de SIS zijn 46 moskeeën aangesloten. Daarnaast beheert ze scholen.
De stichting ontving steun van de Indonesische regering die bijdroeg aan het opleiden van voorlichters. De SIS organiseert thans openbare gebedsdiensten, zoals op het Onafhankelijkheidsplein en in het Dr. Ir. Franklin Essed Stadion.
De stichting is vaste gesprekspartner waar het gaat om islam-gerelateerde zaken in Suriname en is aangesloten bij de koepelorganisatie Madjilies Moeslimien Suriname.